# Jacqueline Hénard

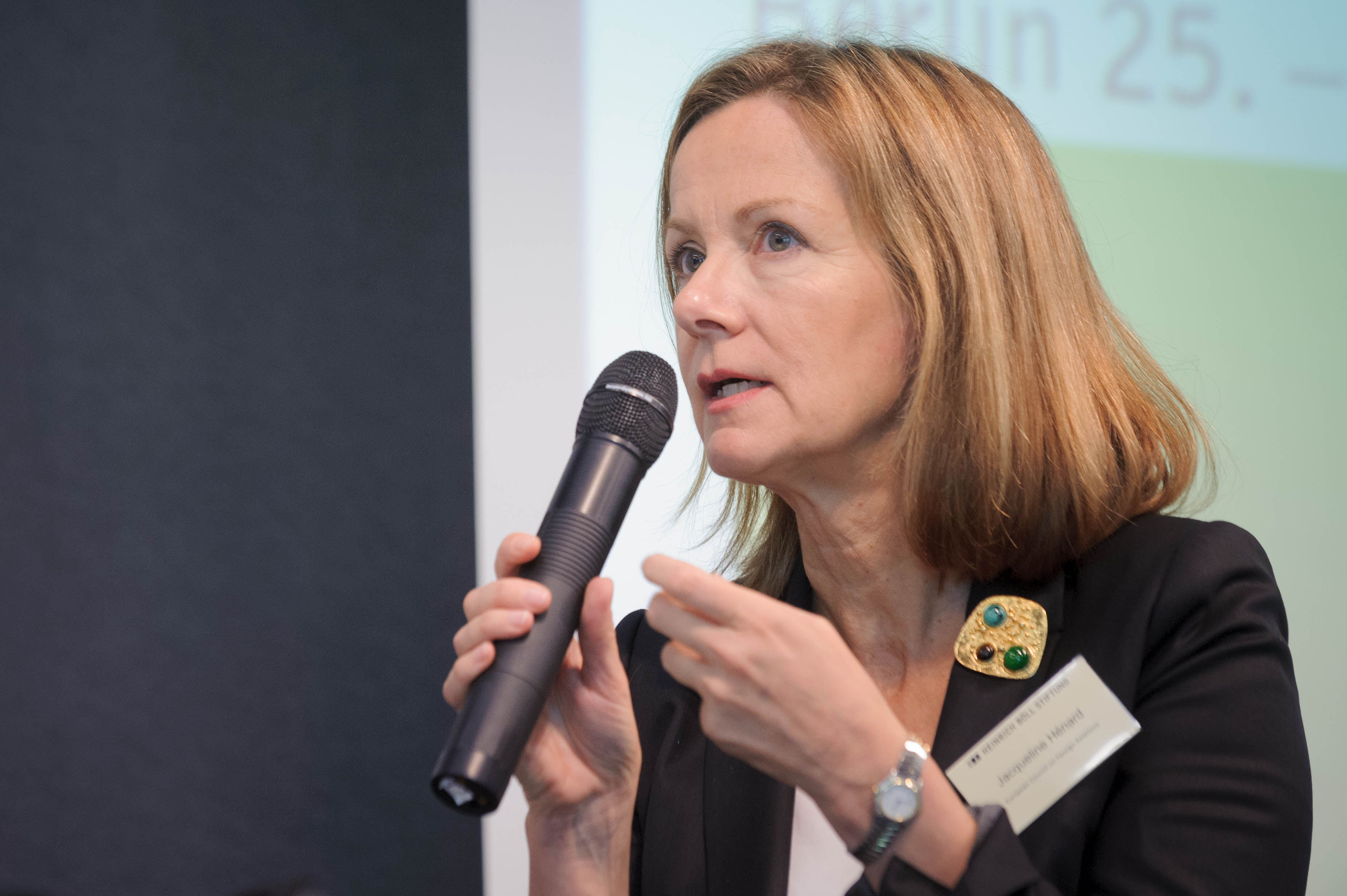
Jacqueline Hénard (2012)

Jacqueline Hénard (* 1957 in West-Berlin) ist eine deutsch-französische Journalistin und Publizistin.

## Ausbildung
Nach dem Abitur an der deutsch-amerikanischen John-F.-Kennedy-Schule in Berlin studierte sie Geschichte und Internationale Beziehungen an der Universität Montpellier, der London School of Economics and Political Science und an der Pariser Sorbonne.

## Beruf
Jacqueline Hénard war ab 1986 Osteuropa-Korrespondentin der Frankfurter Allgemeinen Zeitung und ab 1997 Paris-Korrespondentin von Die Zeit.
Nach der Präsidentschaftswahl von 2002 wechselte sie zum Kultursender France Culture, wo sie die Europa-Redaktion aufbaute. Parallel lehrte sie im Master-Studiengang des Institut d’études politiques de Paris (Sciences Po).
Seit 2013 ist Hénard Managing Director der Unternehmensberatung CNC Communications & Network Consulting AG in Berlin und Paris.

## Soziales Engagement
Ehrenamtlich setzt sich Hénard im club XXIe Siècle für Chancengleichheit in einer offenen Gesellschaft ein.

## Auszeichnungen
- 1991: Internationaler Publizistik-Preis
- 2002: Sonderpreis des Deutsch-Französischen Kulturrats
- 2003: Ritter (Chevalier) der Ehrenlegion

## Werke

### Als Autorin
- Geschichte vor Gericht. Die Ratlosigkeit der Justiz. Siedler-Verlag, Berlin 1993, ISBN 978-3-88680-511-2
- Berlin-Ouest, Histoire d’une île allemande. Editions Perrin, 2009, ISBN 978-2262030643
- Une certaine idée de la France, Schriftenreihe Stiftung Vontobel, Zürich 2012
- L’Allemagne: un modèle, mais pour qui? Presse des Mines, Paris 2012, ISBN 978-2-911256-96-7

### Als Herausgeberin
- mit Ulrike Beate Guérot: Was denkt Deutschland?: Zehn Ansichten zu Europa mit einem Vorwort von Jürgen Habermas, ISBN 978-3-8293-0966-0